# گورستان لیچاکیو
گورستان لیچاکیو (اوکراینی: Личаківський цвинтар، آوانگاری: Lychakivs’kyi tsvyntar) یک گورستان تاریخی به مساحت ۴۰ هکتار در لویو، اوکراین می‌باشد و در سال ۱۷۸۷ تأسیس شده‌است.

## مدفونان
- داوید آبراهاموویچ سیاستمدار ارمنی‌تبار اهل اتریش-مجارستان

### لهستانی
- ماریا کونوپنیکا
- کازیمیرز سیچولسکی
- جولیان زاخاریویچ
- گابریلا زاپولسکا

### اوکراینی
- واسیل باروینسکی
- ایوان فرانکو
- یاروسلاف هلان
- ژاک هنیزدوفسکی
- ولودیمیر ایواسیوک
- سولومیا کراشلنیتسکا
- لسیا کریویتسکا
- استانیسلاو لیودکویچ
- مارکیان شاشکویچ
- آناتول واخنیانه
- ایرینا ویلد